# Shimer College
 (avril 2019).
Si vous disposez d'ouvrages ou d'articles de référence ou si vous connaissez des sites web de qualité traitant du thème abordé ici, merci de compléter l'article en donnant les références utiles à sa vérifiabilité et en les liant à la section « Notes et références ».
Shimer College est une ancienne école américaine suivant le programme des Œuvres marquantes. 
Initialement située au Mont Caroll, puis à Waukegan et enfin à Chicago, en 2017, cette école est insérée dans le North Central College et est renommée Shimer School of Great Books.